# Johann Aloys Becker
Johann Aloys Becker (* 22. Mai 1769 in Mainz; † 21. September 1850 ebendort) war ab 1792 als aktiver Jakobiner im französisch besetzten Mayence in verschiedenen administrativen Funktionen tätig. Nach dem Ende der Mainzer Republik wurde er inhaftiert, emigrierte später nach Straßburg und Paris.
Als mit dem Frieden von Campo Formio das linke Rheinufer zum 30. Dezember 1797 an Frankreich abgetreten wurde, kehrte er nach Mayence zurück. Aufgrund seiner politischen Haltung und später auch vermehrt aufgrund seiner zunehmenden administrativen Erfahrungen hatte Becker in der Administration des Département du Mont-Tonnerre immer höhere Funktionen in den Bereichen Finanzen und Verwaltung inne und gehörte zu dem Kreis der „Citoyens notables“, der Notabelngesellschaft. Nach dem Ende der französischen Herrschaft in Mainz blieb der mittlerweile politisch gemäßigte Becker hoher Verwaltungsbeamter erst der provisorischen preußischen und später der großherzoglich-hessischen Administration.

## Jugend
Johann Aloys Becker kam am 22. Mai 1769 als Kind des Wachsziehers Heinrich Becker und seiner Frau Elisabeth im elterlichen Haus Franziskanerstraße, Ecke Emmeranstraße zur Welt. Nach dem Tod seines Vaters 1782 musste Becker die Schule verlassen, begann eine Kaufmannslehre im Handelshaus der Familie Dumont und half im elterlichen Geschäft mit. Seit seiner Gymnasialzeit verband ihn eine enge Freundschaft zum späteren Jakobiner Franz Falciola, während seiner Ausbildung schlossen sich die Brüder Johann und Friedrich Dumont dem Freundeskreis an. Mit dem angesehenen großbürgerlichen Haus der Dumonts, in dem Becker bald ein- und ausging, lernte er ein ihm bislang unbekanntes liberal-aufgeklärtes Umfeld kennen. Durch den Hauslehrer der Dumonts, Adam Lux, kam er zusätzlich in Kontakt mit den Ideen eines Rousseaus oder Montesquieus.

## Politisches Wirken 1792/1793
Als 1789 die Revolution in Frankreich ausbrach und erste Nachrichten auch Mainz erreichten, war Becker bereits ein Anhänger der Aufklärungsphilosophie geworden. Er begrüßte die Ereignisse in Frankreich, sah er in ihnen doch die Möglichkeit, Ideen der Aufklärung praktisch zu realisieren. Mit dem Vorstoß der französischen Revolutionsarmee unter General Custine nach Mainz im Oktober 1792, sah sich Becker auf einmal aktiv in das revolutionäre Geschehen verwickelt. Nach der Kapitulation der Stadt Mainz am 21. Oktober 1792 waren er und seine Freunde Falciola und Reichard die ersten Mainzer, die das französische Lager vor der Stadt besuchten:

„„Sobald man zum Tor hinaus durfte, pflanzten Reichard, Falciola und ich die Kokarden auf und marschierten ins Lager bei Mombach. Wir waren die ersten Mainzer, die da ankamen. Den Franken gefiel unser Besuch außerordentlich, sie reichten uns allen die Hände. Wir hießen sie willkommen und riefen >Vive la Nation!<. Sie klatschten uns zu, und das ganze Lager ertönte von >Vive la Nation!<. Eine solche Empfindung hatten wir in unserm ganzen Leben noch nicht gehabt.““

Becker identifizierte sich nun vollends mit den Idealen der Französischen Revolution und wurde deren begeisterter Anhänger. Auch die später beginnenden Probleme und Misserfolge bei der Revolutionierung seiner Heimat sah er in einem eher größeren Rahmen wie er Ende November 1792 in einem seiner Briefe schrieb: „Was mich und noch viele trotz allen möglichen Hindernissen immer guten Mutes erhält, um die Sache nie aufzugeben, ist die Betrachtung, daß es eine Weltrevolution ist. Es ist nicht die Frage, ob bloß Frankreich sich seine Freiheit sichert...,sondern ob der Despotismus und alle willkürliche Macht in dem ganzen polizierten Europa gestürzt werden und die Freiheit und Gleichheit überall triumphieren sollen. Und da behaupte ich: Ja! Also, eine Weltrevolution werden die armen Tröpfe von Mainz nicht aufhalten.“ Folgerichtig hatte er für seine eher zögerlichen und politisch abwartenden Mainzer Mitbürger kein großes Verständnis: „Diese wackeren Leute haben auf der weiten Welt Gottes für nichts Empfindung als für den niederträchtigsten Eigennutz, nichts reizt sie, als was darauf Bezug hat, für alles Große sind sie ebenso stumpf als gefühllos für das Gute. Feigheit und die allergrößte Unwissenheit sind Hauptzüge ihres Charakters.“
Trotz seiner Begeisterung für die Sache trat er erst relativ spät, nämlich am 2. Dezember 1792, in den Mainzer Jakobinerklub ein. Diesen späten, dem politischen Verlauf der Dinge in Mainz quasi konträren Entschluss (die preußischen Truppen eroberten an diesem Tag Frankfurt von den Franzosen zurück, diese zogen sich daraufhin bis an die Mainz gegenüberliegende Mainmündung zurück), fasste er aber erst nach reiflicher Überlegung. Seine, ob seines Beitritts entsetzte, Mutter ließ er wissen, dass: „...weder Eigennutz noch kindischer Leichtsinn sondern und Gründe (ihn) dazu bestimmt hätten“. Erst einmal Mitglied des Jakobinerklubs, wurde er sofort aktiv. Er unterschrieb Petitionen, nahm aktiv an den Sitzungen des Klubs teil und war auch bei der Errichtung des zweiten Freiheitsbaumes am 13. Januar 1793 auf dem Mainzer Mark zugegen. Seine Zuverlässigkeit als Mainzer Jakobiner und als Klubmitglied war auch der Grund für seine Berufung in zwei Komitees des Mainzer Jakobinerklubs. Er wurde in den Wachsamkeitsausschuss berufen, der gegenrevolutionäre Tendenzen bekämpfen sollte und er wurde Mitglied im Ökonomiekomitee, welches sich mit der Verwaltung der Klubfinanzen beschäftigte.
Mit weiteren und noch wichtigeren Aufgaben wurde Becker im Februar 1793 betraut. Jean-Frédéric Simon, einer der beiden in Mainz anwesenden Nationalkommissare aus Paris, ernannte ihn und andere deutsche Jakobiner am 18. Februar 1793 zum Subkommissar. Die insgesamt 67 Subkommissare waren alles Personen, deren Ansehen und Fähigkeiten bei der französischen Administration in hohem Ansehen stand. Als einer der ernannten Subkommissare befand sich Becker nun in direkter Gesellschaft führender Mainzer Jakobiner wie Mathias Metternich, Felix Anton Blau, Anton Joseph Dorsch, Andreas Joseph Hofmann oder Georg von Wedekind. Ihre Aufgabe war die Umsetzung eines Dekrets aus Paris vom 15. Dezember 1792. In allen eroberten Ländern waren Wahlen abzuhalten und vorab ein Eid auf die Demokratie zu schwören, kurz, diese zu „munizipalisieren“. Verweigerern drohte eine Behandlung nach dem Kriegsrecht. Als neu ernannter Subkommissar reiste Becker im Rahmen einer Delegation unter Leitung des Administrationspräsidenten Anton Joseph Dorsch und mit seinen Kollegen Lux, Caprano, Cyrer und Schlemmer nach Speyer, um in der Stadt und in der ländlichen Umgebung für die Versammlungen zu den Urwahlen und der Eidleistung zu werben. Ähnliche Missionen der Werbung und Aufklärung fanden nun zeitgleich im gesamten französisch besetzten Gebiet statt. Ihre Mission war wenig erfolgreich. Zweimal wurden die so genannten Urversammlungen aufgrund der wenig unterstützenden Haltung der Speyerer Bürger verschoben. Die endlich am 8. März 1793 stattfindende Urversammlung stand unter der Leitung von Becker. Obwohl die Wahlbeteiligung mit 30 % sehr hoch lag (zum Vergleich: in Mainz betrug die Beteiligung nur 8 %), war dies eine Niederlage der Jakobiner. Die Speyerer Bürger hatten sich im Vorfeld abgesprochen und nur ehemalige Ratsherren gewählt, die wenigen aufgestellten Jakobiner erhielten so gut wie keine Stimmen. Auch auf dem Land waren die Subkommissare nur in einigen Dörfern erfolgreich; meist dann, wenn die Bevölkerung mit massiver Truppenpräsenz der Franzosen eingeschüchtert wurde.
Becker kehrte Mitte März nach Mainz zurück und erlebte am 17. März 1793 die feierliche Eröffnung des Rheinisch-Deutschen Nationalkonvents ebenso mit wie die Ausrufung der Mainzer Republik am 18. März und die erfolgreiche Abstimmung über den Anschluss der Mainzer Republik an Frankreich. Am 24. März wurde ein Parlamentsarchiv für die Arbeit des Rheinisch-Deutschen Nationalkonvents geschaffen. Als Kanzlisten wurden dort auch Becker und sein Jugendfreund Franz Falciola beschäftigt. Da sich der Konvent bereits am 31. März auf unbestimmte Zeit vertagte (und nie wieder tagen sollte), trat Becker eine neue Tätigkeit bei der neu gewählten Allgemeinen Administration unter der Leitung von Andreas Joseph Hofmann an. Hier arbeitete er wieder in einem Finanzkomitee und legte letztendlich den Grundstein für seine spätere, über 40-jährige Verwaltungstätigkeit in den Bereichen Administration und Finanzen.
Da die Lage im belagerten Mainz im Juli 1793 für die franzosenfreundlichen Jakobiner, die so genannten „Klubisten“, zunehmend kritisch wurde, wollte Becker mit der französischen Armee nach deren Kapitulation aus Mainz nach Frankreich abziehen. Dies misslang, nicht zuletzt auch wegen fehlender Unterstützung durch die Franzosen, und Becker wurde in seinem Haus von einer „Bande Klubistenfänger“
misshandelt und ausgeraubt. Zu seiner eigenen Sicherheit stellte er sich mit etwa 40 anderen Jakobinern den preußischen Truppen, die sie daraufhin auf der Koblenzer Festung Ehrenbreitstein inhaftierten.

## Gefangenschaft, Exil und Rückkehr nach Mainz
Becker verbrachte insgesamt 18 Monate in Haft, erst auf der Festung Ehrenbreitstein, später auch auf der Festung Petersberg in Erfurt. Hier war er in Gesellschaft vieler „Erzklubisten“ wie beispielsweise Mathias Metternich. Sie alle waren weniger Gefangene als eher Geiseln, die für den Austausch gegen Ende März 1793 nach Frankreich verschleppte Mainzer Geiseln vorgesehen waren.
Becker blieb auch in dieser Zeit seinen revolutionären und jakobinischen Idealen treu. So schrieb er in dieser Zeit seiner Mutter, die seine Handlungen nicht billigte, sie dürfe ihn nicht jenen:

„...verächtlichen Kreaturen gleich achten, die nichts und alles sind, überall nur ihres Eigennutzes wegen handeln, jeder Partei zulaufen, von der sie Vorteil zu ziehen hoffen, und sie wieder verlassen, sobald sie in Mißkredit kommt und Aufopferung erfordert...Von dieser Menschenklasse haben leider mehrere auch meine Partei ergriffen und ihr auch genug geschadet.“

Trotzdem gestand er ihr ein, dass nun viele seiner ehemaligen politischen Weggefährten dieser Kategorie zugeordnet werden mussten. Er bat auch um die Zusendung seiner Lieblingsbücher, die ihn bereits in früherer Zeit bei seiner politischen Meinungsbildung stark beeinflusst hatten: Blaise Pascals Pensées, Rousseaus Émile und Werke des französischen Philosoph Claude Adrien Helvétius. Seine Korrespondenz wurde allerdings überwacht und dieser Brief, wie auch Schreiben an die Pariser Abgeordneten und ehemaligen Konventsabgeordneten in Mainz, Merlin de Thionville und Jean François Reubell, wurde nicht weitergeleitet. Als Ende 1794 die von den Revolutionstruppen nach Frankreich verschleppte Mainzer Geiseln zurückkehren konnten, wurden dafür die mittlerweile auf der Festung Petersberg in Erfurt inhaftierten Mainzer Jakobiner freigelassen. Am 26. Februar 1795 wurde Becker, zusammen mit 27 anderen Jakobinern, in Basel einem französischen Diplomaten übergeben. Becker war nun für die Französische Republik einer der „refugiés Mayençais“ und erhielt als politischer Flüchtling im Exil nur eine geringe Unterstützung durch den Staat.
Becker ging, wie viele andere der „Mainzer Patrioten“, zuerst nach Straßburg, um dort Arbeit zu finden. Ende März 1795 war er aber schon auf dem Weg nach Paris. Im Gegensatz zu anderen, bekannteren Mainzer Jakobinern wie beispielsweise Andreas Joseph Hofmann oder Georg Wilhelm Böhmer wurde Becker nicht als Diplomat der jungen Republik oder als deren politischer Agitator und Publizist für die Rheinlande angestellt. Im Herbst 1795 fand er Arbeit bei dem emigrierten Kieler Professor Carl Friedrich Cramer. Dieser betrieb in Paris einen kleinen Verlag samt Druckerei für die Übersetzung deutscher und französischer Autoren wie Schiller, Diderot oder Rousseau, in die jeweilige andere Sprache. Bereits zwei Monate nach seiner Ankunft in Paris wandelte sich langsam Beckers, spätestens in der Gefangenschaft, stark idealisiertes Bild von der Revolution, der aus ihr entstandenen Republik und ihren Anhängern:

„Mit Ideen, wie sie das Unglück und die Einsamkeit in den besseren Menschen schaffen, kam ich aus meinem Kerker in die Republik. Bei meinem ersten Eintritt empörte mich die Wirklichkeit, aber hier konnte ich mich lange Zeit gar nicht aus meinem Erstaunen erholen. Trotz meiner vielen Erfahrungen mußte ich von neuem anfangen, die Menschen kennenzulernen. Es war noch nicht in dem Kreise meiner Erfahrungen, daß in einer Republik die Menschen so schlecht als in der unbeschränktesten Monarchie sein könnten...Es fiel mir ein, daß die Natur keine Sprünge macht, daß folglich die weiland Franzosen in einem Zeitraum von fünf Jahren keine Republikaner - was wir so beiläufig unter diesem Wort verstehen - sein könnten.“

Im Mai 1795 erlebte er den von Anhängern Robespierres angeführten Prairialaufstand, den er aufs Schärfste verurteilte. Später spielte er dem Herausgeber der Zeitschrift „La Sentinelle“, dem einflussreichen Girondisten Louvet de Couvray, Artikel zu, in denen er eine rasche Annexion der linksrheinischen Rheinlande befürwortete. Erneute Kontaktversuche zu dem ehemaligen Konventskommissar in Mainz, Nicolas Haussmann, von dem er sich Hilfe erhoffte, schlugen wieder fehl. Nach fast genau einem Jahr verließ Becker, aufgrund der Schließung der Druckerei arbeitslos, am 27. März 1796 wieder Paris. Ernüchtert stellte er fest, der Aufenthalt dort habe ihn

„...den größten Teil seines Glaubens und Vertrauen an und auf menschliche Tugend gekostet...Nicht die physischen als vielmehr die moralischen Übel waren es, die mir meine schlimmen Stunden hier verursachten.“

Wenige Monate später beschrieb er einem Freund seine nun etwas differenziertere Sicht der Dinge:

„Meinen Aufenthalt in Paris habe ich teuer bezahlen müssen, wenn Du nämlich - wie Du mußt - für einen beträchtlichen Verlust zählst, den Glauben an die Moralität der Menschen im Allgemeinen und an die Güte vieler anderer Dinge...zu verlieren. Indessen ist die Summe des Gewinners auch beträchtlich, nämlich in einer Welt, worin Du lebst, nicht allein als Träumender mit ganz irrigen Begriffen der Dinge, die dich umgeben, umherzugehen, den eigentlichen Wert der Dinge zu kennen...Unsere ehemaligen Ideale waren zu hoch, weit zu hoch, aber ganz schlecht ist auch die Wirklichkeit nicht.“

Becker ging nach Saarbrücken, wo er neben anderen exilierten Jakobinern auch seinen Freund aus Jugendtagen, Franz Falciola, wieder traf. Er bekam dort das Angebot, Richter in Lothringen zu werden, das er jedoch ablehnte. Ihn zog es wieder näher zu seiner Heimatstadt, zudem fühlte er sich sachlich und moralisch überfordert. Kurz darauf suchte der neu zum „Generaldirektor für Steuern und Domänen“ in den eroberten linksrheinischen Gebieten ernannte Straßburger Beamte Bella in Saarbrücken Mitarbeiter für deren Verwaltung. Becker bewarb sich um eine Stelle und wurde von Bella am 17. Juni 1796 zum „Receveur des Domaines et Contributions“ in Kusel ernannt, welches die Franzosen drei Jahre zuvor zerstört und nun wieder in Besitz hatten. In diesen, ausdrücklich als Besatzungsgebiet bezeichneten linksrheinischen Gebieten, trieb Becker nun die Steuern für die französische Armee ein und verwaltete die Einkünfte aus den ehemaligen Adels- und Kirchengütern. Im Rahmen seiner Tätigkeit kam er oft mit der verarmten Bevölkerung in Konflikt. Zudem sorgten interne Konflikte in Paris über die zukünftige Organisation der Rheinlande immer wieder für Unsicherheit bezüglich seiner Zukunft. Mehrfach änderten sich die Verwaltungsstrukturen in den besetzten Gebieten und im April 1797 musste er schließlich seine Stellung aufgeben. Nachdem er ein halbes Jahr arbeitslos war, eröffnete ihm der am 17. Oktober 1797 abgeschlossene Frieden von Campo Formio wieder die Möglichkeit, in seine Heimatstadt Mainz zurückzukehren. Als am 30. Dezember 1797 französische Truppen vertragsgemäß wieder in die Stadt einzogen, Mainz wieder in Mayence umbenannt wurde, folgte ihnen auch Becker, der nach über vier Jahren wieder zurückkehrte.

## Beamter des Département du Mont-Tonnerre in Mayence
Becker war nun in einer vorteilhaften Position. Als Mainzer Jakobiner der ersten Stunde, Patriot und mittlerweile auch erfahrener Verwaltungsbeamter wurde die zukünftige Mitarbeit in seiner nun französischen Heimatstadt hoch geschätzt. Mayence wurde Anfang 1798 Hauptstadt des wiedergegründeten Départements du Mont-Tonnerre, das bereits kurze Zeit 1792/93 bestand. Der aus Paris entsandte und für die linksrheinischen Gebiete zuständige Regierungskommissar François Joseph Rudler sollte die Verwaltungsstrukturen dazu aufbauen und siedelte deshalb am 11. Januar 1798 nach Mainz in den Stadioner Hof über. Er bot Becker sogleich die Stelle als höchster Finanzbeamter des Départements an. Zeitgleich wurde ihm von der Zentralverwaltung, der obersten Behörde des Départements, eine Stelle als Abteilungsleiter angeboten. Becker konnte auswählen und entschied sich, seinen Neigungen und Erfahrungen folgend, am 20. Februar 1798 für die Zentralverwaltung des Départements.
Hier fand sich Becker überwiegend im Kreis früherer Mainzer Jakobiner wieder, die genau wie er für ihre Treue zur Republik mit verantwortungsvollen Verwaltungsposten belohnt wurden. Becker widmete sich nun endgültig der administrativen Facharbeit in der Départementverwaltung und die Bürokratie sollte ab jetzt zunehmend seine politischen Aktivitäten ersetzen. Allerdings waren er und seine jakobinischen Kollegen noch nicht völlig unpolitische Beamte geworden. Becker unterzeichnete, sicherlich aus politischer Überzeugung als Mainzer Jakobiner, mehrfach so genannte Reunionsadressen, Unterschriftenaktionen, die bei politischen Verhandlungen wie beispielsweise dem Rastatter Kongress zeigen sollten, dass die Einheimischen der linksrheinischen Gebiete eine dauerhafte Zuordnung zu Frankreich wünschten. Auch setzte er sich, ebenfalls in Gesellschaft alter Mainzer Jakobiner wie beispielsweise Mathias Metternich, noch im Oktober 1799 (erfolglos) für den Verbleib des in Mainz wirkenden und als radikal-revolutionär geltenden Regierungskommissars Joseph Lakanal ein. Auf ihn setzten die immer noch jakobinisch gesinnten Mainzer ihre Hoffnung auf eine Fortsetzung der ursprünglichen Ziele der Revolution vor Ort.
Mit dem Staatsstreich des 18. Brumaire VIII (am 9. November 1799) ergriff Napoleon Bonaparte in Paris die Macht und erklärte die Revolution für beendet. Dies bekam alsbald auch die Mainzer Bevölkerung und die dortige Administration zu spüren. Der neu aus Paris und als Nachfolger Lakanals entsandte Regierungskommissar Henri Shée überprüfte im Frühjahr 1800 alle Beamten des linksrheinischen Départements, weniger auf ihre revolutionäre Gesinnung denn auf Berufserfahrung und Französischkenntnisse. Auch Becker passte sich an und erklärte sofort seine Bereitschaft zur Mitarbeit unter den nun deutlich veränderten politischen Bedingungen. So wurde die bisherige, kollegial zusammenarbeitende, Zentralverwaltung durch einen mit Befehlsgewalt ausgestatteten Präfekt ersetzt. Becker arbeitete diesem ab Mai 1800 als Abteilungsleiter in der Präfektur zu. Mit dieser Entscheidung zur Mitarbeit im neuen politischen System gab Becker weitere frühere revolutionäre Ideale auf und wurde nun mehr und mehr etabliertes Mitglied der höheren Gesellschaft unter Napoleon, der so genannten Notablengesellschaft. Diese setzte sich vornehmlich aus reichen Kaufleuten, Notaren, Rechtsanwälten und höheren Beamten der Verwaltung zusammen. Frühere und durchaus aktive Mainzer Jakobiner wie Becker oder auch Franz Konrad Macké oder Rudolf Eickemeyer hatten sich mit der Herrschaft von Napoleon arrangiert, waren zu Geld und Ansehen gekommen und hatten sich auch oft im Rahmen des Nationalgüterverkaufs repräsentative Wohnsitze in Mainz zugelegt. So erwarb Becker 1802 Teile des Metternicher Hofs am Thiermarkt in direkter Nähe zur Präfektur. Hier hatte seit 1801 Jeanbon St. André als Generalkommissar der vier linksrheinischen Département und ab 1803 als Präfekt des Département du Mont-Tonnerre seinen Sitz. Becker war nun „Chef de Division“ und damit für alle staatlichen Domänen im Département zuständig. Zusätzlich war er der Leiter der allgemeinen Verwaltung. In dieser Funktion hatte er auch Repräsentationspflichten, so zum Beispiel allen offiziellen Anlässen und insbesondere bei den zahlreichen Besuchen des Kaisers in Mayence.

## Beamter des Großherzogtums Hessen
Mit dem Niedergang von Napoleon nach der Niederlage in der Völkerschlacht bei Leipzig im Oktober 1813 kamen auch auf Mainz schwere Zeiten zu. Die geschlagenen französischen Truppen strömten nach der Schlacht nach Mainz über den Rhein und schleppten das Fleckfieber („Typhus mayence“) in die Stadt ein. Circa 17.000 Soldaten und 2.400 Einwohner (mehr als ein Zehntel der gesamten Einwohnerschaft) fielen der Seuche bis zum Frühjahr 1814 zum Opfer, darunter auch der französische Präfekt Jeanbon St. André. Mainz wurde von russischen und wieder einmal von deutschen Truppen eingeschlossen und belagert. Erst am 4. Mai 1814 zogen sich die französischen Truppen aufgrund des Ersten Pariser Friedens zurück. Mainz stand nun, nach über 16 Jahren französischer Herrschaft, unter der provisorischen Verwaltung der beiden Großmächte Preußen und Österreich.
Sofort wurde die französische Präfektur aufgelöst und durch eine provisorische gemeinsame Verwaltung, der Landesadministrationskommission, ersetzt wodurch Becker seine Anstellung verlor. Allerdings hatte Becker mittlerweile den Ruf eines vertrauenswürdigen und fachlich versierten Verwaltungsfachmanns und so wurde er kurze Zeit später von der Kommission wieder eingestellt und zum höchsten Steuerbeamten in Mainz ernannt. In dieser Funktion war er unter anderem auch für die Gelder zur Verpflegung der Besatzungstruppen verantwortlich. Beckers schon länger zurückliegende politische Vergangenheit war hierbei kein Hinderungsgrund, da seine fachliche Qualifikation außer Frage stand. Zwei Jahre später, am 30. Juni 1816, wurden Mainz und das Gebiet des heutigen Rheinhessen dem Großherzogtum Hessen zugesprochen, in dessen Dienste Becker nun trat. Der Großherzog Ludwig I. behielt viele der Einrichtungen aus der französischen Zeit bei. Dies waren die so genannten „Rheinischen Institutionen“ wie beispielsweise der Code civil, der als „Rheinisches Recht“ weiter in Mainz und Rheinhessen Bestand hatte. Das Großherzogtum übernahm auch alle Beamten in den Staatsdienst. Becker war zunächst weiter „Zentraleinnehmer für Mainz“, ab 1817 wurde er in die neu geschaffene „Hessische Regierungskommission für die jenseitigen Rheinlande“ berufen. Ab März 1818 fungierte diese Kommission als Provinzialregierung für Rhein-Hessen. Regierungspräsident in Mainz war der liberal eingestellte Ludwig von Lichtenberg, Mitglied der Regierung war auch Becker, nun als Regierungsrat. 1820 berief man ihn zusätzlich in die „Großherzogliche Spezialkommission zur Liquidation der Forderungen an Frankreich“. Zum 30. August 1832 wurde Becker als hoher Beamter in die hessische „Provinzialdirektion Mainz“ übernommen und am 17. Februar 1835, im Rahmen der Auflösung der Behörde, pensioniert.
1840 bekam Becker als einer der ersten Bewohner des Großherzogtums den neugeschaffenen Orden Philipps des Großmütigen verliehen, ein weiteres Zeichen für die politische Zuverlässigkeit und Staatstreue in seinen späteren Jahren. Während der Märzrevolution gab es auch in Mainz und vor allem in Rheinhessen Unruhen und Auseinandersetzungen. Hier hielt sich Becker, im Gegensatz zu seinem Sohn August Becker, der sich im Demokratischen Verein engagierte, vollkommen zurück. Am 21. September 1850 starb Johann Aloys Becker nach kurzer Krankheit mit 81 Jahren in seiner Heimatstadt Mainz.

## Familie
Becker heiratete am 25. November 1801 die 27-jährige Katharina Müller, die Schwester eines Freundes. Zusammen hatten sie vier Kinder, zwei Söhne und zwei Töchter. Beide Söhne, August Becker und Johann, wurden später Juristen und traten wie ihr Vater in den hessischen Staatsdienst ein. Johann Becker war 1866 als Bezirksgerichtsrat auch Stadtratsmitglied in Mainz.

## Rezeption
Noch zu Lebzeiten Beckers, in den späten 1830er Jahren, schrieb der konservative hessische „dirigierende Staatsminister“ (Ministerpräsident) Karl du Thil über Becker:

„[Zur rheinhessischen  Regierung gehöre auch] „...ein ehemaliger französischer Präfekturrat, Becker, ein Mann, der das Land und seine Verhältnisse genau kannte und der sich, nachdem jene Regierung 1834 aufgelöst und er pensioniert ward, mannigfach nützlich gemacht hat.““

Du Thil, der sich selbst als „Gegenfüßler zu allem Jakobinismus“ bezeichnet hatte, das Großherzogtum bis zur Märzrevolution 1848 sehr konservativ und mit harter Hand regierte (bis er auf Druck des Volkes hin entlassen werden musste), sah in Becker also keinen alten Jakobiner mehr, dem es staatliche Aufmerksamkeit zu schenken galt. Vielmehr lobte er ihn als nützlichen und wichtigen Beamten des Großherzogtums, der auch nach seiner Pensionierung im unruhigen und durch die „Rheinischen Institutionen“ deutlich liberaleren Mainz und Rheinhessen weiterhin die Interessen des Großherzogtums vertrat.
Für den Autor des einzigen biographischen Artikels zu Johann Aloys Becker, dem Historiker und Fachmann für die Mainzer Republik, Franz Dumont, ist das Leben und der politische Werdegang von Becker typisch für viele Mainzer Jakobiner des späten 18. und frühen 19. Jahrhunderts. Viele spätere Jakobiner kamen aus dem bürgerlichen Milieu, kamen frühzeitig mit der Aufklärung in Kontakt und begrüßten das Übergreifen der Französischen Revolution auf die linksrheinischen Gebiete so wie es Becker und seine Freunde stellvertretend mit den anrückenden französischen Soldaten taten. Genau wie Becker engagierten sie sich 1792/93 im Mainzer Jakobinerklub oder in Gremien der Mainzer Republik.
Becker gehörte zu der kleineren Gruppe höherrangiger Mainzer Jakobiner, welche die Erfahrung einer Festungshaft und eines Exils durchmachen mussten. Wie auch bei einem der bekanntesten Mainzer Jakobiner, Georg Forster, ernüchterten ihn die politischen Verhältnisse in Paris nach 1793. Doch setzte bei ihm, im Gegensatz zu Forster, ein Prozess der Wandlung vom „schwärmerisch-moralischen Idealisten“ zum „skeptischen, aber entschiedenen Realisten“ ein. Dies konnte auch bei vielen anderen Mainzer Jakobinern festgestellt werden, die sich als Anhänger der Ideale der Französischen Revolution verstärkt seit der Machtübernahme durch Napoleon immer weniger mit dem politischen System und seinen Werten identifizieren konnten. Spätestens in der Zeit der hessischen Regierung war das Abrücken vom alten Jakobinismus nicht mehr übersehbar. Becker wurde zum treuen Staatsdiener des Großherzogtums Hessen, Rudolf Eickemeyer wurde bereits in französischer Zeit Maire in seinem Heimatort Gau-Algesheim bei Mainz, Mathias Metternich zog sich im Frühjahr 1800 aus dem öffentlichen politischen Leben zurück und widmete sich wieder seiner Lehrtätigkeit und seinen mathematischen Studien.
Viele der Mainzer Jakobiner gelangten, wie Becker, zu Zeiten Napoleons in den Notablenstand, waren also angesehene und wohlhabende Bürger der gehobenen Gesellschaftsschicht und hatten es zu einflussreichen Posten gebracht. Nach dem Ende der französischen Ära in Mainz behielten sie oft diesen Status bei und die problemlose Integration dieser hohen, ehemals französischen, Beamten, Juristen, Unternehmer oder Kaufleute in die neue großherzogliche Gesellschaft trug zu einer weitgehenden politischen Untätigkeit oder zumindest Neutralität bis in die Mitte des 19. Jahrhunderts bei.